# Trainz
 (juin 2015).
Si vous disposez d'ouvrages ou d'articles de référence ou si vous connaissez des sites web de qualité traitant du thème abordé ici, merci de compléter l'article en donnant les références utiles à sa vérifiabilité et en les liant à la section « Notes et références ».
Trainz est une série de jeux vidéo de simulateurs de train, développée par la société australienne Auran.

## Liste des jeux
Du plus ancien au plus récent:
- Trainz
- Ultimate Trainz Collection (UTC)
- Trainz Railroad Simulator 2004 (TRS2004)
- Trainz Railroad Simulator 2006 et 2007* (TRS2006/TRS2007)
- Trainz Railroad Simulator 2008 (version française de Trainz Classics, TRS2008)
- Trainz Simulator 2009 : World Builder Edition (TS2009)
- Trainz Simulator 2010 : Engineers Edition (TS2010)
- Trainz Simulator 12 (TS12)
- Trainz : A New Era (T:ANE)
- Trainz : Model Railroad 2017 (TMR2017)
- Trainz Railroad Simulator 2019 (TRS2019)

## Système de jeu
Le simulateur Trainz Railroad Simulator (abrégé TRS) est un logiciel ouvert conçu pour conduire, créer et développer un système ferroviaire. Le logiciel est divisé en quatre modules de base : Conduite, Éditeur, Scénario et Railyard.
- L'Éditeur ou Concepteur permet de créer des routes. Les routes incluses avec Trainz ne sont pas les seules utilisables pour le jeu. De nombreuses autres peuvent être téléchargées depuis Internet.
La création de matériels nécessite l'emploi d'un logiciel de modélisation 3D non fourni avec le jeu mais un module de conversion pour le logiciel gratuit Gmax est fourni. Sauf dans la version 2010 ou tout est inclus.

- Le module Conduite permet aux joueurs de conduire des trains à travers une région et de les suivre sur la carte. Il existe deux méthodes de contrôle : le mode DCC qui permet de contrôler les trains, comme un train miniature électrique, avec une vue du train sur l'écran et le mode cabine qui simule une cabine de conduite réelle.

- Le module Scénario permet de réaliser des défis comme emmener en temps et en heure des passagers. Ce module fait partie du Conducteur.

- Le module Railyard ou Dépôt permet de voir la collection de matériels disponibles.

La version 2006 a été distribuée en septembre 2005. Cela dit, la version 2004 est toujours la plus répandue, car le manque de stabilité et le peu de changements par rapport au prix a conduit à peu près tous les utilisateurs à continuer sous TRS 2004 (qui se vend encore).
- La version 2007 est uniquement pour le marché franco-allemand, il n'est différent de la version 2006 uniquement par l'ajout du service pack 1 (version 2.6 build 3092) disponible gratuitement avec la version anglaise.

La version 2010 verra avec l'ajout du service pack 4 (build 49933) l'apparition du jeu en ligne en béta finalement inclus dans Trainz 2012.
Depuis fin 2013 une nouvelle version est en développement avec comme principales nouveautés un nouveau moteur graphique, le support du x64 suivi d'une meilleure gestion des paramètres d'environnement plus réalistes. Cette version connue sous le nom de "Trainz : A New Era" (T:ANE) est sorti sur PC  le 15 mai 2015 et le 26 juin 2015 sur Mac.

## Logiciels comparables
- Microsoft Train Simulator
- Rail Simulator
- Train Simulator
- Bozo View Express
- Openrails